# 深井好秀
深井 好秀（ふかい よしひで）は、戦国時代から江戸時代初期にかけての武将。

## 略歴
越後国出身。深井景吉の子として誕生。景吉は長尾景春の乱で有名な下克上の雄である長尾景春の曾孫。
太田氏資に仕えて偏諱を受け資正と名乗ったが、後に好秀と改名した。永禄10年（1567年）8月に氏資が三船山合戦で戦死すると、養子・源五郎の後見を行い、その早世後は養子の北条氏房に仕えた。氏房の下では粕壁（春日部）の代官を務めている。
天正18年（1590年）に小田原征伐で後北条氏が滅亡すると、好秀は新たな関東の領主となった徳川家康に拝謁したが出仕はせずに隠棲したまま、慶長9年（1604年）11月16日、市宿村で病死した。
死後、家督は父の景吉が継ぎ、その死後は末弟・正家が継いだ。
大河内久綱に嫁いだ娘が後に江戸幕府の老中首座となった松平信綱を産み、その同母弟である吉親（主膳）は藤堂高虎に仕えて藤堂姓を許され、子孫は藤堂氏の家老を務めた。四女が嫁いだ家系はその子・資成の代に信綱の五男・信興の家老となった。